# 여도
《여도》는 한국에서 제작된 이선경 감독의 1963년 드라마 영화이다. 김진규 등이 주연으로 출연하였고 이종건 등이 제작에 참여하였다.

## 출연

### 주연
- 김진규
- 주증녀
- 구봉서
- 전계현

## 기타
- 조명: 이인식
- 미술: 임명선